# Xyloperthodes disdcollis
Xyloperthodes disdcollis là một loài bọ cánh cứng trong họ Bostrichidae. Loài này được Fairmaire miêu tả khoa học năm 1893.